# Eriocaulon leptophyllum
Eriocaulon leptophyllum là một loài thực vật có hoa trong họ Cỏ dùi trống. Loài này được Kunth mô tả khoa học đầu tiên năm 1841.